# Classificació arxivística
La classificació és una fase del tractament documental d'un fons d'arxiu. És una tasca intel·lectual que consisteix en l'organització d'un fons documental a partir de la identificació de les categories i classes en les quals es pot agrupar sota una mateixa funció o activitat els documents, de forma lògica i jeràrquica.

## Definició i context
L'origen del terme classificació prové del llatí classis facere que vol dir establir classes. A l'àmbit arxivístic el que es classifica són documents independentment del seu format o suport.
Classificar i ordenar són dues operacions que formen part de l'organització i tractament documental dels fons d'arxiu. Cal destacar que no són el mateix, si bé, l'ordenació és un procés de caràcter físic que complementa la classificació.
Classificar segons el Diccionario de terminologia archivístico és l'operació arxivística que consisteix en l'establiment de les categories i grups que reflecteixen l'estructura jeràrquica del fons. És el primer pas del procés d'organització, dins de la fase de tractament arxivístic denominada identificació. Per a J.R. Cruz Mundet consisteix a agrupar jeràrquicament els documents d'un fons mitjançant agregats o classes, des del més ampli als més específics, d'acord amb els principis de provinença i respecte a l'ordre original.
A més la classificació, o acció de classificar en arxivística, designa una de les 4 grans activitats bàsiques dins dels arxius, és a dir, recollir dades - conservar - organitzar - informar.""

## Sistemes de classificació
Segons el criteri emprat per classificar els documents d'uns fons d'arxiu podem parlar de diferents tipus de sistemes de classificació.
"El sistema de classificació dels documents administratius d'un organisme és una estructura jeràrquica i lògica que permet la identificació i l'agrupació física o intel·lectual dels documents, i també llur recuperació pel personal de l'organització"
Els sistemes més comuns de classificació són: el funcional, l'orgànic i l'orgànicofuncional.

### Evolució històrica
Bautier estableix tres variants de classificació durant l'edat mitjana, una primera basada en les tipologies documentals, una segona basada en criteris cronològics i una tercera resultant de l'agrupació de documents en bosses.
Fins al segle xviii, els arxius varen tenir un caràcter eminentment jurídic i administratiu, la classificació es feia basant-se en conceptes orgànics.
Durant els segles xviii i xix com a resultant del Romanticisme, s'incorpora la funció cultural als arxius, que provoca que aquests s'organitzin per temàtiques o matèries. Influenciat també per l'enciclopedisme il·lustrat que aplicava els criteris temàtics d'origen bibliotecari als fons d'arxius.
A mitjans de la segona meitat del segle xix, l'arxivística neix com a ciència a partir de les Instruccions de Natalis de Wailly el 1841 donades en forma de circular administrativa del Ministeri d'Interior francès establint el principi de provinença. Amb aquest principi metodològic delimita l'objecte d'estudi i és la base metodològica de les classificacions orgàniques.
A partir de la publicació del llibre de T.R.Schellenberg el 1958 es comença a parlar de classificació funcional. Aquesta es basa en el fet que les accions o funcions d'una entitat deriven dels fins inherents a l'entitat. A l'administració pública aquestes funcions deriven de les competències atribuïdes i solen ser delimitades per llei, decret o circular que n'estableix la dependència. La visió funcionalista de Schellenberg és l'aportació per a resoldre la metodologia de la classificació de fons arxivístics administratius.
Schellenberg va proposar tres elements que s'han de tenir en consideració per a construir uns sistemes de classificació:
1. Les accions
2. Les estructures orgàniques
3. Assumptes o matèries

Des de la dècada dels anys 80 del segle xx, al mateix temps que es mantenen els criteris orgànics-funcionals, han sorgit esforços significatius de desenvolupament de sistemes arxivístics basats en criteris exclusivament funcionals.
M. Roberge, és un dels primers investigadors que ha desenvolupat un sistema de classificació íntegrament funcional. Defineix aquest com l'estructura jeràrquica i lògica que reflecteix les funcions i les activitats d'una organització. Ha concebut una classificació universal de documents administratius, independentment de les estructures orgàniques productores. Planteja dos categories principals, la gestió dels assumptes administratius, comuns a qualsevol organització i la gestió dels assumptes específics que correspon a les funcions pròpies de cada organització, entitat o institució. Aquest primer nivell de classificació es deriva de la classificació funcional proposta per Schellenberg, activitats substantives i activitats facilitatives.
La classificació orgànica d'unitats administratives no és estable en general, atès que les estructures organitzatives poden variar i són poc perdurables en el temps. Són útils però per a fons tancats.

## Quadre de classificació
El quadre de classificació és:
- el producte de la tasca arxivística de dividir per categories o classes un fons documental.
- l'expressió gràfica de cada una de les funcions de les unitats administratives o de l'organisme o institució de què es tracti.[3]
- el primer instrument tècnic per al tractament arxivístic de la documentació d'un arxiu i el que millor permet una visió conjunta d'un fons, de les relacions jeràrquiques entre els grups, així com de la institució productora i de l'activitat que desenvolupava.[4]
- L'estructura jeràrquica i lògica resultant d'un criteri de classificació de la documentació[5]

El quadre de classificació és l'instrument bàsic i en el qual es fonamenta el sistema de gestió documental d'una organització. Aquest instrument ha sigut la clau de volta pels sistemes d'organització de la documentació analògica i és la pedra angular per organitzar la documentació electrònica. A més a partir d'aquest quadre s'estructuren els altres dos components del sistema de gestió dels documents: 
1. el sistema de disposició que es materialitza en el calendari de conservació i eliminació, i
2. el sistema de descripció i recuperació que inclou diferents instruments de descripció i recuperació de la informació com són els inventaris, els catàlegs, guies, etc.

### Principis per estructurar un quadre de classificació
Schellenberg enumerà els tres elements bàsics (coneixements) per a constituir un quadre de classificació:
1. La història de l'arxiu i del productor o de la institució que ha generat la documentació.
2. L'estructura administrativa i les funcions que exerceix com a resultat d'unes competències que té atribuïdes.
3. L'estudi de la documentació produïda per la institució.

Al Manual d'arxivística i gestió documental  s'exposen els aspectes a tenir en compte per a l'elaboració d'un quadre de classificació:
- Ha de ser capaç d'aplegar tota la documentació independentment de la data de generació i el seu suport, és a dir, unicitat i uniforme.
- Ha d'estar precedida dels tres elements bàsics de Schellenberg exposats anteriorment.
- Recuperació de la informació referent a l'ordenament jurídic.
- Recuperació dels documents relatius a manuals de procediments administratiu i les normes d'organització interna.
- La selecció dels nivells jeràrquics necessaris atenent a les necessitats d'organització del fons.
- Tota agrupació documental ha de tenir una entrada concreta i única.

### Quadre de classificació orgànic versus quadre de classificació funcional
La classificació orgànica: reprodueix l'estructura orgànica o organigrama d'una institució.
L'acceptació d'una classificació orgànica presenta alguns problemes derivats dels canvis que pateixen les estructures administratives en curts i breus espais de temps. Enfront de la inalterabilitat de les sèries documentals, els organismes varien de tal forma que si apliquem estrictament el principi de procedència i el principi a l'ordre original ens trobaríem amb diverses classificacions per a un sol fons. Tal com diu Ramon Alberch i Fugueras, "és evident que un quadre de classificació orgànic reflecteix amb la màxima precisió l'estructura administrativa i la història interna de la institució productora, i que en aquest sentit sintonitza perfectament amb els postulats clàssics de l'arxivística. Molt útil en el cas d'organismes o institucions amb fons tancats o quan es tracti d'institucions amb un elevat grau de permanència dels seus òrgans i funcions, es converteix quasi en aplicable en les modernes administracions on la mutabilitat i el caràcter marcadament efímer de l'estructura orgànica és una realitat perfectament constatable."
La classificació funcional es basa en l'estudi de les competències, les funcions i les activitats d'una institució. En les institucions públiques les competències venen determinades per una legislació jurídica, en forma de lleis, decrets o reglaments. Que estableixen les funcions i les activitats que deriven del desenvolupament de les competències assignades.
En els darrers anys es tendeix cada vegada més a fer i a basar els sistemes de classificació en les funcions de l'organisme. El criteri funcional, atès que se sustenta en la naturalesa mateixa dels documents, és el criteri més objectiu.
Les funcions pròpies de cada organisme poden variar, ampliar-se, desaparèixer o que n'apareguin de noves. La classificació funcional no suposa per tant que s'hagi de canviar aquesta si no que les funcions que desapareixen donen lloc a sèries tancades i les noves es poden incorporar sense cap problema. Els canvis orgànics no afecten a la composició d'un quadre de classificació funcional atès que les funcions es relacionen jeràrquicament i són més estables.